# 庫格爾施泰因山
47°12′37″N 15°19′53″E / 47.21028°N 15.33139°E

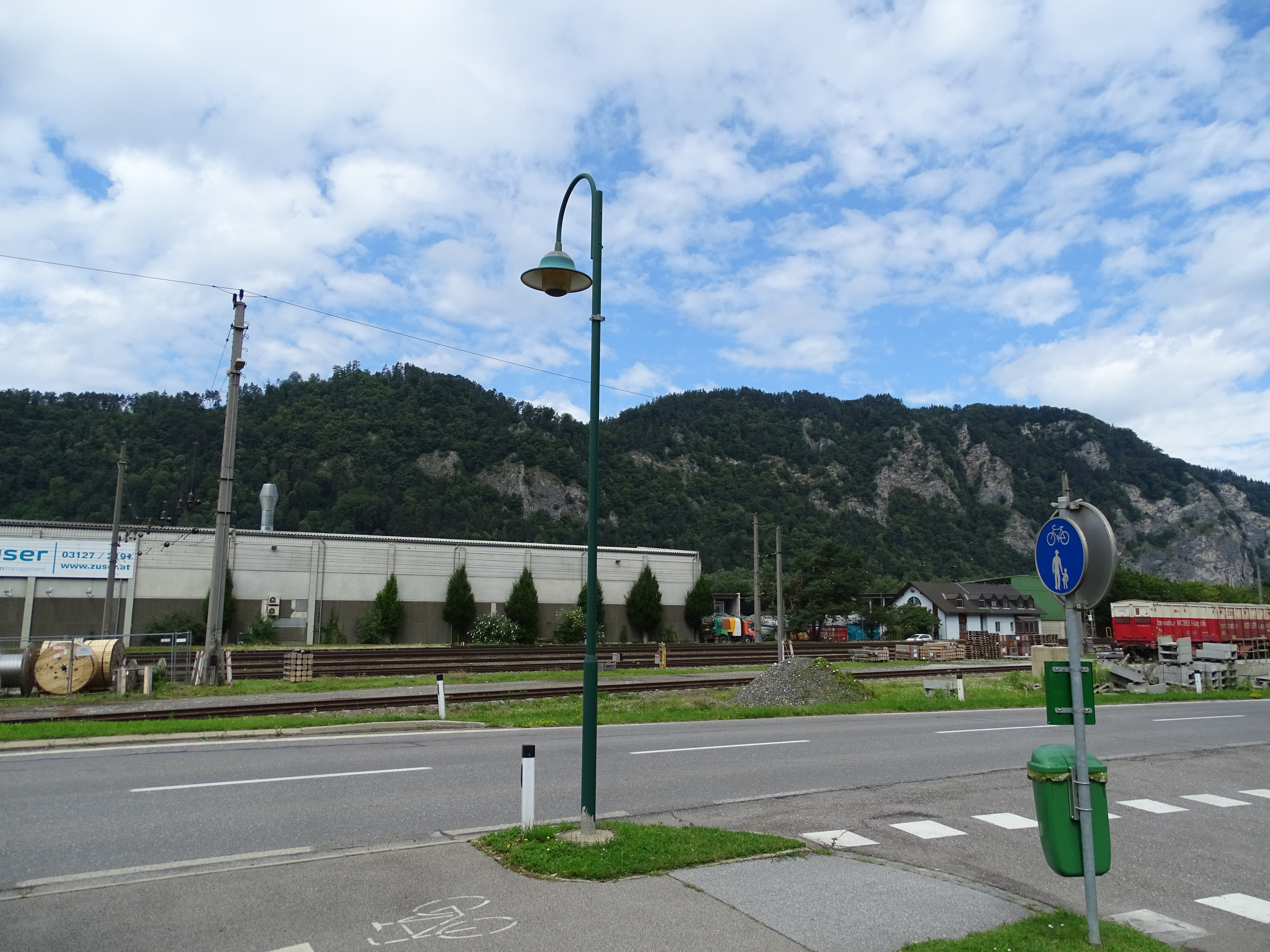

庫格爾施泰因山（德語：Kugelstein），是奧地利的山峰，位於該國東南部，由施泰爾馬克州負責管轄，屬於格拉茨高地的一部分，海拔高度633米，每年平均降雨量1,671毫米。